# 秦皮素
秦皮素（也称为秦皮亭、白蜡树内酯、7,8-二羟基-6-甲氧基香豆素）是一种有机化合物，分子式C10H8O5，属于香豆素类化合物，存在于白蜡树（Fraxinus chinensis）、曼陀罗（Datura stramonium）的种子中，有秦皮苷等糖苷衍生物。